# Дністровська ГАЕС
Дністровська ГАЕС — одна з найбільших у світі гідроакумулювальних електростанцій — на річці Дністер (Чернівецька область; будівництво почалося 1983 року).
Основними функціями Дністровської ГАЕС є регулювання частоти і графіка навантажень в енергосистемі України, формування аварійного енергорезерву.

## Хід будівництва
- 1983 — початок підготовчих робіт.
- 1988 — затвердження проєкту (наказ Міненерго СРСР № 11 ПС від 16 січня 1988 року).
- 1993 — перезатвердження проєкту (наказ Міненерго України № 1 ПС від 16 серпня 1993 року).
- 1998 — на замовлення Світового банку проведена міжнародна експертиза проєкту швейцарською інжиніринговою компанією Elektrowat Engineering Services Ltd, яка підтвердила технічну, технологічну, економічну та фінансову доцільність добудови Дністровської ГАЕС.
- 1999 — засновано та призначено замовником будівництва ВАТ «Дністровська ГАЕС».
- 24 листопада 2005 року — затверджено комплексний зведений висновок Укрінвестекспертизи щодо проєкту завершення будівництва Дністровської ГАЕС (перша черга в складі трьох агрегатів).
- 16 лютого 2006 року — замовником будівництва визначено ВАТ «Укргідроенерго» (розпорядження Мінпаливенерго № 17-р від 16 лютого 2006 року).

- 20 березня 2006 року — затверджено розпорядження КМУ № 156 «Про затвердження проєкту про завершення будівництва першої черги Дністровської ГАЕС».
- 2007 — замовником будівництва ДГАЕС з 1 червня 2007 стала ВАТ «Дністровська ГАЕС» (наказ Мінпаливенерго № 261 від 30 травня 2007 року).
- 2008 — замовником будівництва ДГАЕС стало ВАТ «Укргідроенерго» (наказ Мінпаливенерго № 14 від 16 січня 2008 року).
- 21 грудня 2008 року — експериментальний пуск першого гідроагрегату[6].
- 10 листопада 2009 року — перший гідроагрегат ДГАЕС запущено в генераторному режимі, він видав в Об'єднану енергосистему України перші 325 тис. кВт·год.
- 20 січня 2010 року — передано замовнику проєктну документацію на уточнений та перерахований проєкт, розроблену ВАТ «Укргідропроект»
- 2010 — одержано позитивний висновок комплексної державної експертизи щодо скоригованої проєктно-кошторисної документації на завершення будівництва першої черги ДГАЕС у складі 3 агрегатів.
- 15 грудня 2010 року — затверджено скоригований проєкт на завершення будівництва першої черги Дністровської ГАЕС (розпорядження КМУ № 2266-р).
- 22 грудня 2010 року — отримано сертифікат відповідності на перший гідроагрегат.
- 20 жовтня 2012 року — розібрано тимчасову перемичку та збільшено обсяг водосховища до проєктного[7].
- 4 лютого 2013 року — на Дністровську ГАЕС почало надходити обладнання для другого агрегату[8].
- 20 грудня 2013 року — запустили другий гідроагрегат.
- 21 грудня 2015 року — запустили третій і останній гідроагрегат у рамках першої черги[9].
- 11 грудня 2018 року — стартували роботи з монтажу статора турбіни гідроагрегата № 4[10].
- 21 серпня 2021 року — запущений 4-й агрегат з можливістю роботи у генераторному режимі на 324 МВт[11].

| Гідроагрегат «Слава» (СВО 1255/255 40). |
| --- |
| - Потужність: - в насосному режимі — 416 МВт - в генераторному режимі — 324 МВт - Напруга — 15,75 кВ - Коефіцієнт потужності: - в насосному режимі — 0,9 - в генераторному режимі — 0,98 - Розрахунковий напір — 147,5 м - Струм статора: - в насосному режимі — 13 200 А - в генераторному режимі — 15 765 А - Частота обертання — 150 об./хв. - Вага — 1 740 тонн. |

## Потужність та вартість
Загальна проєктна потужність Дністровської ГАЕС становить 2268 МВт (мегават). Вона досягається за рахунок роботи 7 гідроагрегатів, кожен з яких має потужність близько 324 МВт.
Будівництво Дністровської ГАЕС було масштабним проєктом, який вимагав значних фінансових вкладень. Загальна вартість будівництва оцінюється в понад 2 млрд дол. США. Ця сума включає як початкові витрати на будівництво, так і додаткові витрати на модернізацію та завершення окремих етапів проєкту.
Ця електростанція є важливим об'єктом для стабілізації енергетичної системи України, оскільки вона дає змогу накопичувати надлишкову електроенергію.

## Організації будівництва
Будівництво Дністровської гідроакумулюючої електростанції (ГАЕС) було комплексним проєктом, у якому брали участь численні організації та компанії. Основні організації, які були залучені до будівництва, включають:
1. ПрАТ «Укргідроенерго» — Державне підприємство, яке є власником та оператором Дністровської ГАЕС. «Укргідроенерго» відповідає за експлуатацію та управління практично всіма гідроелектростанціями в Україні.
2. Проєктні та науково-дослідні інститути:
- ПрАТ «Укргідропроект» — провідний український інститут, який спеціалізується на проєктуванні гідроелектростанцій. Цей інститут розробив проєкт Дністровської ГАЕС.
- Інші науково-дослідні інститути також брали участь у дослідженнях та розробках, пов'язаних з гідротехнічними та інженерними аспектами проєкту.

3. Будівельні компанії:
- Укргідроспецбуд — будівельна компанія, яка спеціалізується на будівництві гідроелектростанцій та гідротехнічних споруд.
- Інші підрядні організації та компанії, які забезпечували будівельні роботи, постачання матеріалів та обладнання.

4. Міжнародні організації та фінансові установи: Світовий банк, Європейський банк реконструкції та розвитку (ЄБРР), Європейський інвестиційний банк (ЄІБ) та інші міжнародні фінансові інституції надавали кредити та фінансову підтримку для реалізації проєкту. Ці організації та компанії працювали спільно, щоб забезпечити успішне завершення будівництва та введення в експлуатацію Дністровської ГАЕС.

## Досягнення і перспективи

### Досягнення Дністровської ГАЕС
1. Велика потужність. Дністровська ГАЕС є однією з найбільших у світі гідроакумулюючих електростанцій з проєктною потужністю 2268 МВт, що робить її важливим елементом енергосистеми України.
2. Стабілізація енергосистеми. Станція відіграє ключову роль у балансуванні енергосистеми України, забезпечуючи надійне постачання електроенергії в пікові години споживання та знижуючи навантаження на енергомережу.
3. Екологічні переваги. Використання гідроенергетики допомагає зменшити викиди парникових газів та залежність від викопних видів палива, сприяючи екологічно чистому виробництву електроенергії.
4. Інноваційні технології. Дністровська ГАЕС використовує передові технології в галузі гідроенергетики, що підвищує ефективність її роботи та знижує витрати на експлуатацію.

### Перспективи Дністровської ГАЕС
1. Розширення потужностей. Можливість добудови додаткових агрегатів для збільшення потужності станції. Це дасть змогу підвищити її внесок у стабільність енергосистеми та задовольнити зростаючі потреби в електроенергії.
2. Модернізація та автоматизація. Інвестування в модернізацію існуючих агрегатів та впровадження автоматизованих систем управління для підвищення ефективності та надійності роботи станції.
3. Інтеграція з іншими джерелами енергії. Станція може бути інтегрована з відновлюваними джерелами енергії, такими як сонячні та вітрові електростанції, для забезпечення стабільності постачання електроенергії.
4. Експорт електроенергії. Дністровська ГАЕС може стати важливим експортним ресурсом, забезпечуючи електроенергію іншим країнам та підвищуючи економічний потенціал України.
5. Підвищення енергоефективності. Реалізація проєктів, спрямованих на підвищення енергоефективності роботи станції, що дасть змогу зменшити експлуатаційні витрати та підвищити її конкурентоспроможність.

Дністровська ГАЕС має значний потенціал для розвитку, що сприятиме зміцненню енергетичної незалежності та стійкості енергосистеми України.